# Instytut Nauk Prawnych Uniwersytetu Kardynała Stefana Wyszyńskiego w Warszawie
Instytut Nauk Prawnych Uniwersytetu Kardynała Stefana Wyszyńskiego w Warszawie – jednostka naukowo-dydaktyczna Uniwersytetu Kardynała Stefana Wyszyńskiego przy Wydziale Prawa i Administracji. Została utworzona w 2008 roku.
Instytut koncentruje się na badaniu prawa międzynarodowego, dyplomacji i prawa dyplomatycznego oraz ustroju i prawa wspólnotowego Unii Europejskiej.

## Władze Instytutu
| Stanowisko         | Kadencja 2020–2024           | Kadencja 2024–2028          |
| ------------------ | ---------------------------- | --------------------------- |
| Dyrektor           | prof. dr hab. Artur Kotowski | prof. dr hab. Anna Tarwacka |
| Zastępca Dyrektora | dr Zbigniew Więckowski       | dr Magdalena Wilczek        |

## Struktura organizacyjna
| Katedra                                                                           | Kierownik (stan na czerwiec 2023)  |
| --------------------------------------------------------------------------------- | ---------------------------------- |
| Katedra Historii Ustroju i Prawa w Polsce                                         | dr hab. Sławomir Godek             |
| Katedra Nauki Administracji i Ochrony Środowiska                                  | dr hab. Zbigniew Cieślak           |
| Katedra Ochrony Praw Człowieka i Prawa Międzynarodowego Humanitarnego             | prof. dr hab. Elżbieta Karska      |
| Katedra Postępowania Administracyjnego                                            | dr hab. Małgorzata Jaśkowska       |
| Katedra Postępowania Cywilnego                                                    | p.o. dr Marcin Białecki            |
| Katedra Postępowania Karnego                                                      | dr hab. Marcin Wielec              |
| Katedra Prawa Administracyjnego i Samorządu Terytorialnego                        | prof. dr hab. Irena Lipowicz       |
| Katedra Prawa Cywilnego i Prawa Prywatnego Międzynarodowego                       | prof. dr hab. Jadwiga Pazdan       |
| Katedra Prawa Dyplomatycznego i Dyplomacji Publicznej                             | dr hab. Mariusz Muszyński          |
| Katedra Prawa Finansowego                                                         | dr hab. Piotr Zapadka              |
| Katedra Prawa Gospodarczego i Gospodarki Cyfrowej                                 | prof. dr hab. Marek Michalski      |
| Katedra Prawa Informatycznego                                                     | prof. dr hab. Grażyna Szpor        |
| Katedra Prawa Karnego                                                             | prof. dr hab. Jarosław Majewski    |
| Katedra Prawa Konstytucyjnego                                                     | prof. dr hab. Mirosław Granat      |
| Katedra Prawa Konstytucyjnego Porównawczego i Współczesnych Systemów Politycznych | dr hab. Bogumił Szmulik            |
| Katedra Prawa Międzynarodowego i Europejskiego                                    | prof. dr hab. Cezary Mik           |
| Katedra Prawa Pracy                                                               | dr hab. Monika Gładoch             |
| Katedra Prawa Rodzinnego i Prawa Nieletnich                                       | ks. prof. dr hab. Mirosław Kosek   |
| Katedra Prawa Rzymskiego                                                          | prof. dr hab. Anna Tarwacka        |
| Katedra Prawa Wyznaniowego i Konkordatowego                                       | ks. dr hab. Krzysztof Warchałowski |
| Katedra Teorii i Filozofii Prawa                                                  | prof. dr hab. Artur Kotowski       |